# Таємниця котеджу, який згорів
«Таємниця котеджу, який згорів» - це перший твір Енід Мері Блайтон із серії її дитячих романів «П'ятеро пошукачів та пес». Вперше був опублікований в 1943 році і продовжує перевидаватися донині.

## Короткий зміст
Сюжет роману базується на розгадці таємниці імені того, хто підпалив котедж містера Хіка. П'ятеро дітей, Ларрі та Дейзі Дейкін, Піп та Бетті Гілтон, і новачок Фредерік Алджернон Троттевілл (пізніше носив прізвисько Фатті, відповідно до його ініціалів) зустрічаються на місці пожежі і, зрештою, розгадують загадку разом.
Вони підозрюють старого бродягу, слугу, якого напередодні звільнили, вороже налаштованого приятеля господаря та кухарку. Герої знаходять певні докази: прим'яту кропиву в канаві, слід на трав'яному полі і літаки, які, за словами містера Хіка, «пролітали» декілька днів назад.
Діти розуміють, що містер Хік суперечить самому собі, стверджуючи, що він був у лондонському потязі, коли згорів котедж, і одночасно повідомляючи, що на власні очі бачив літаки, які летіли над селищем в той же час. Фатті дізнається, що котедж і знищені папери містера Хіка, які він характеризує як «найважливіші», були застраховані. Діти роблять висновок, що містер Хік сам підпалив власний котедж з метою отримання страхових виплат. У книзі також згадується інспектор Дженкс. Виявляється, що він стає дітям в пригоді, а потім і товаришує з ними.

## Персонажі
- Ларрі (Лоренс Дейкін) — лідер п'ятірки юних детективів.
- Дейзі (Маргарет Дейкін) — сестра Ларрі та авторка ідеї створення клубу «П'яти пошукачів». Також його учасниця.
- Фатті (Фредерік Алджернон Троттевілл) — один з членів п'ятірки та їхній лідер, починаючи з третьої книги.
- Піп (Філіп Гілтон) — один із членів «П'яти пошукачів».
- Бетті (Елізабет Гілтон) — член клубу та молодша сестра Піпа, яка вигадує назву «П'ятеро пошукачів та пес».
- Містер Хік — похмурий і досить підступний власник зруйнованого котеджу, одержимий своїми «цінними документами».
- Містер Томас — водій містера Хіка.
- Місіс Мінн — економка містера Хіка, який страждає від ревматизму.
- «Ідітьгеть» (містер Гун) — поліцейський Пітерсвуда, який отримує свою кличку через велику неприязнь до героїв та їхнього собаки.
- Містер Горас Пікс — колишній слуга містера Хіка, звільнений за носіння одягу господаря у його відсутність, а також підозрюваний у підпалі котеджу.
- Містер Смел — талановитий вчений і колишній друг містера Хіка. Також підозрюваний. Як і містер Хік, він одержимий цінними паперами та документами.
- Міс Міггл — люб'язна і лагідна економка містера Смела.
- Ханна — сестра місіс Мінн, яка відчуває запах диму, перш ніж місіс Мінн помічає пожежу.
- Лілі — працівниця містера Хіка. Як виявилося, таємно зустрічається з містером Горасом Піксом, оскільки батько дівчини навіть не дозволяє їй гуляти з ним.
- Інспектор Дженкс — хороший друг детективного клубу «П'ятеро пошукачів та пес», інспектор поліції, який завжди нервує містера Гуна, незважаючи на свою веселу, доброзичливу та лагідну вдачу.
- Місіс Гілтон — сувора мати Піпа та Бетті.